# بقشيش

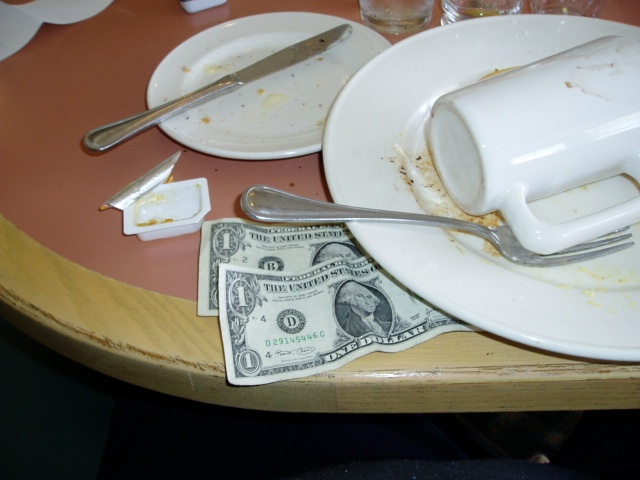

البقشيش أو البخشيش أو المكافأة أو النفحة أو الإكرامية؛ هي مبلغ من المال يقدمه العميل عادةً إلى بعض العاملين في قطاع الخدمة مقابل الخدمة التي قدموها، إضافةً إلى السعر الأساسي للخدمة.
تعد الإكراميات ومقدارها مسألة عادات اجتماعية وآداب، واختلاف العرف بين البلدان.
في بعض البلدان، من المعتاد توجيه الإكرامية لمقدمي الخدمة في الحانات والمطاعم، وسائقي سيارات الأجرة، ومصففي الشعر، وما إلى ذلك. وفي بعض الأماكن، لا يُتوقع تقديم البقشيش، وقد يثبط أو يعد مهينًا.  
يمكن أن يكون المبلغ المعتاد للإكرامية نطاقًا محددًا أو نسبة مئوية معينة من الفاتورة بناءً على الجودة للخدمة المقدمة.
من غير القانوني تقديم الإكرامية لبعض مجموعات العمال، مثل: موظفي الحكومة الأمريكية، وضباط الشرطة، إذ -على نطاق أوسع- يمكن عد الإكراميات رشوة.  
أحيانًا، تُضاف رسوم خدمة بنسبة مئوية ثابتة إلى فواتير المطاعم والمؤسسات المماثلة، قد لا يُتوقع دفع الإكرامية عند فرض رسوم صريحة على الخدمة.
عادةً، ما يكون إعطاء الإكرامية أمرًا لا رجوع فيه، ما يميزها عن آلية المكافأة الخاصة بالطلب المقدم، التي يمكن استردادها.
من وجهة نظر اقتصادية نظرية، قد تحل الإكراميات مشكلة المدير والوكيل (الموقف الذي يعمل فيه الوكيل، مثل الخادم الذي يعمل لصالح المدير، أي مالك المطعم أو المدير) ويعتقد العديد من المديرين بأن الإكراميات توفر حافزًا لجهود عامل أعلى. ولكن، تشير دراسات الممارسة في أمريكا إلى أن الإكرامية غالبًا ما تكون تمييزيًة أو تعسفيًة: يتلقى العمال مستويات مختلفة من المكافأة بناءً على عوامل، مثل: العمر، والجنس، والعرق، ولون الشعر، وحتى حجم الثدي، ووجد أن حجم المكافأة يرتبط بنحو ضئيل بجودة الخدم.